# Rorik af Dorestad
Rorik (latin: Roricus, Rorichus; oldnordisk: Hrœrekr; ca. 810 – ca. |880) var en dansk viking, der herskede over dele af Frisland mellem 841 og 873, hvor han erobrede Dorestad og Utrecht i 850. Rorik sværgede troskab til Ludvig den Tyske i 873. Han blev født i Danmark omkring år 800, og han døde på et tidspunkt mellem 873 og 882.
Han havde en bror ved navn Harald. Harald Klak var sandsynligvis deres onkel og Godfred Haraldsen deres fætter.